# Night Eternal
Night Eternal is het negende album van de Portugese gothic metal-band Moonspell. Het album is uitgebracht op 16 mei 2008.

## Tracklist
| Nr. | Titel                          | Duur |
| --- | ------------------------------ | ---- |
| 1.  | At Tragic Heights              | 6:51 |
| 2.  | Night Eternal                  | 4:09 |
| 3.  | Shadow Sun                     | 4:24 |
| 4.  | Scorpion Flower                | 4:33 |
| 5.  | Moon in Mercury                | 4:22 |
| 6.  | Hers Is the Twilight           | 4:53 |
| 7.  | Dreamless (Lucifer and Lilith) | 5:16 |
| 8.  | Spring of Rage                 | 4:04 |
| 9.  | First Light                    | 5:43 |

### Limited editions bonustracks
| Nr. | Titel                                               | Duur |
| --- | --------------------------------------------------- | ---- |
| 10. | Age of Mothers                                      | 5:42 |
| 11. | Earth of Mine                                       | 5:25 |
| 12. | Unhearted                                           | 4:25 |
| 13. | Scorpion Flower (Dark Lush Cut) by Orchestra Mortua | 4:36 |
| 14. | Scorpion Flower (The Feeble Cut) by [F.E.V.E.R]     | 3:57 |